# Дивізіон Рева
Дивізіон Рева є  адміністративною одиницею штату Мадх'я Прадеш. Розташований у північно-східній частині штату і межує зі штатами Уттар Прадеш, Чхаттісгарх та історичним регіоном Індії Бунделкханд, який зараз є частиною Мадх'я Прадешу. Місто Рева є адміністративним центром дивізіону. Станом на 2010 в дивізіон входять чотири округи: Рева, Сатна, Сідні та Сінграулі, який був утворений поділом попереднього округу 24 травня 2008 , а 14 червня 2008 від дивізіону відділили три округи:  Ануппур, Шахдол, Умаріа на базі яких був утворений дивізіон Шахдол . 

## Округи
| Округ     | Адмінцентр | Площа км² | Населення (Перепис: 2001) | Густота чол/км² |
| --------- | ---------- | --------- | ------------------------- | --------------- |
| Рева      | Рева       | 6.314     | 1.972.333                 | 312             |
| Сатна     | Сатна      | 7.502     | 1.868.648                 | 249             |
| Сідні     | Сідні      | 10.520    | 1.830.553                 | 174             |
| Сінграулі | Вайдхан    | 5.672     | 920.169                   | 162             |
| Загалом   | .          | 30.008    | 6.591.703                 | 232             |